# RSC Anderlecht
RSC Anderlecht är en belgisk fotbollsklubb, baserad i Anderlecht, Bryssel. Anderlecht är en av Belgiens storklubbar och har även haft framgångar i de olika Europacuperna.
Säsongen 2011/2012 spelade de svenska spelarna Behrang Safari och Guillermo Molins i klubben. Den 14 januari 2013 anslöt även Samuel Armenteros efter spel i Heracles.

## Historia
RSC Anderlecht grundades 27 maj 1908 som Sporting Club Anderlecht i Bryssel-stadsdelen Anderlecht. 1933 gavs klubben hedertiteln kungligt sällskap, Société Royale. Efter att under flera år åkt mellan divisionerna kunde klubben etablera sig i förstadivisionen där laget spelat oavbrutet sedan 1935. 1947 blev Anderlecht för första gången belgiska mästare och har sedan dess återkommande vunnit ligan och etablerat sig som ett av Belgiens storklubbar. 
På 1970-talet följde internationella framgångar som toppades med segrar i Cupvinnarcupen 1976 och 1978. 1983 vann Anderlecht Uefa-cupen. 1984 nådde Anderlecht återigen final men förlorade då efter straffläggning mot Tottenham Hotspur.
2010 blev Anderlecht för trettionde gången belgiska mästare.

## Spelare

### Spelartruppen
| 16 | Danmark | Mads Kikkenborg | 7 oktober 1999  | Lyngby (-24)   |
| 26 | Belgien | Colin Coosemans | 3 augusti 1992  | Gent (-21)     |
| 63 | Belgien | Timon Vanhoutte | 29 januari 2004 | RSC Anderlecht |

| 2  | Tyskland | Zoumana Keita       | 16 november 2005  | Viktoria Köln (-25) |
| 3  | Danmark  | Lucas Hey           | 13 april 2003     | Nordsjælland (-25)  |
| 4  | Serbien  | Jan-Carlo Simić     | 2 maj 2005        | Milan (-24)         |
| 5  | Senegal  | Moussa N'Diaye      | 18 juni 2002      | Barcelona (-22)     |
| 6  | Sverige  | Ludwig Augustinsson | 21 april 1994     | Sevilla (-23)       |
| 25 | Belgien  | Thomas Foket        | 25 september 1994 | Reims (-24)         |
| 54 | Belgien  | Killian Sardella    | 2 maj 2002        | RSC Anderlecht      |
| 55 | Belgien  | Marco Kana          | 8 augusti 2002    | RSC Anderlecht      |
| 79 | Marocko  | Ali Maamar          | 23 mars 2005      | RSC Anderlecht      |

| 7  | Senegal       | Ilay Camara      | 18 januari 2003   | Standard Liège (-25)    |
| 8  | Nederländerna | Cedric Hatenboer | 19 mars 2005      | Excelsior (-25)         |
| 10 | Belgien       | Yari Verschaeren | 12 juli 2001      | RSC Anderlecht          |
| 13 | Kanada        | Nathan Saliba    | 7 februari 2004   | Montréal (-25)          |
| 17 | Belgien       | Théo Leoni       | 21 april 2000     | RSC Anderlecht          |
| 18 | Ghana         | Majeed Ashimeru  | 10 oktober 1997   | Red Bull Salzburg (-21) |
| 23 | Belgien       | Mats Rits        | 18 juli 1993      | Club Brügge (-23)       |
| 24 | Nederländerna | Enric Llansana   | 12 april 2001     | Go Ahead Eagles (-25)   |
| 29 | Belgien       | Mario Stroeykens | 29 september 2004 | RSC Anderlecht          |
| 74 | Belgien       | Nathan De Cat    | 19 juli 2008      | RSC Anderlecht          |
| 83 | Belgien       | Tristan Degreef  | 19 januari 2005   | RSC Anderlecht          |
| –  | Frankrike     | Alexis Flips     | 18 januari 2000   | Reims (-23)             |

| 9  | Serbien   | Mihajlo Cvetković | 10 januari 2007  | Čukarički (-25)         |
| 11 | Belgien   | Thorgan Hazard    | 29 mars 1993     | Borussia Dortmund (-23) |
| 12 | Danmark   | Kasper Dolberg    | 6 oktober 1997   | Nice (-23)              |
| 19 | Ecuador   | Nilson Angulo     | 19 juni 2003     | LDU Quito (-22)         |
| 20 | Argentina | Luis Vázquez      | 24 april 2001    | Boca Juniors (-23)      |
| 21 | Mexiko    | César Huerta      | 3 december 2000  | UNAM Pumas (-25)        |
| 22 | Marocko   | Elyess Dao        | 20 november 2006 | Amiens (-25)            |
| 62 | Japan     | Keisuke Goto      | 3 juni 2005      | Júbilo Iwata (-25)      |

### Utlånade spelare
| Nr | Land | Pos | Namn |
| -- | ---- | --- | ---- |

### Kaptener
| - Franky Vercauteren (1981–1987) - Georges Grün (1987–1990) - Filip De Wilde (1990–1993) - Marc Degryse (1993–1995) - Georges Grün (1995–1996) - Pär Zetterberg (1996–2000) | - Lorenzo Staelens (2000–2001) - Glen De Boeck (2001–2003) - Walter Baseggio (2004) - Pär Zetterberg (2005–2006) - Bart Goor (2006–2008) - Olivier Deschacht (2009–2011) | - Lucas Biglia (2011–2013) - Guillaume Gillet (2013–2014) - Silvio Proto (2014–2016) - Sofiane Hanni (2016–2018) - Adrien Trebel (2018–2019) - Vincent Kompany (2019–) |

## Meriter
Inhemska
- Jupiler League (33): 1946/1947, 1948/1949, 1949/1950, 1950/1951, 1953/1954, 1954/1955, 1955/1956, 1958/1959, 1961/1962, 1963/1964, 1964/1965, 1965/1966, 1966/1967, 1967/1968, 1971/1972, 1973/1974, 1980/1981, 1984/1985, 1985/1986, 1986/1987, 1990/1991, 1992/1993, 1993/1994, 1994/1995, 1999/2000, 2000/2001, 2003/2004, 2005/2006, 2006/2007, 2009/2010, 2011/2012, 2012/2013, 2013/2014
- EXQI League (2): 1923/1924, 1934/1935
- Belgiska cupen (9): 1964/1965, 1971/1972, 1972/1973, 1974/1975, 1975/1976, 1987/1988, 1988/1989, 1993/1994, 2007/2008
- Belgiska Ligacupen (1): 1999/2000
- Belgiska Supercupen (12): 1985, 1987, 1993, 1995, 2000, 2001, 2006, 2007, 2010, 2012, 2013, 2014
- Bruges Matins (2): 1985, 1988

Internationella
- Cupvinnarcupen (2): 1976, 1978
- Uefacupen (1): 1983
- Europeiska supercupen (2): 1976, 1978